# José Chacón Medina Salazar y Villaseñor
José Chacón Medina Salazar y Villaseñor (1668 - ??) fue un funcionario español que sirvió como gobernador de Nuevo México entre 1707 y 1712 en sustitución de Francisco Cuervo y Valdez. Fue marqués de Peñuela y caballero de la Orden de Santiago.

## Primeros años de vida
Nació el 4 de marzo de 1668 en la ciudad de Sevilla. Se unió al ejército español en su juventud y finalmente se convirtió en almirante de la Infantería de Marina.

## Nueva España
En 1707 fue nombrado Capitán General y Gobernador de Santa Fe de Nuevo México, en reemplazo de Francisco Cuervo y Valdés.
Reconstruyó la capilla de San Miguel en Santa Fe, que había sido destruida en el levantamiento Pueblo de 1680. Bajo sus órdenes, Hurtado realizó una campaña militar contra el pueblo navajo.
En 1703, Sebastián Martín obtuvo un área de las tierras de su hermano, al noreste del Pueblo de San Juan, pero perdió el testimonio y escrito que documentaba el arrendamiento. Así que en 1712 Martín pidió al gobernador Salazar y Villaseñor confirmación de su propiedad. El 23 de mayo de 1712, este investigó el caso y decidió poner a Martín bajo protección, para evitar que fuera atacado por los amerindios. Entonces, aceptó oficialmente la reentrega del terreno a Martín, anulando «todos los demás instrumentos» y ordenó al secretario provincial Cristóbal de Góngora que le devolviese el terreno.
En 1712, fue reemplazado por Juan Ignacio Flores Mogollón en el gobierno de Nuevo México.
| Predecesor: Francisco Cuervo y Valdez | 35º Gobernador de Nuevo México 1707 a 1712 | Sucesor: Juan Ignacio Flores Mogollón |